# Rhabdomastix ussurica
Rhabdomastix ussurica là một loài ruồi trong họ Limoniidae. Chúng phân bố ở miền Cổ bắc.